# Volcán Láscar
El volcán Láscar (en quechua: 'lengua') se encuentra ubicado a 70 km al sudeste del poblado de San Pedro de Atacama y a 30 km al noreste de Talabre,  en la región de Antofagasta (Chile). Sus coordenadas son 23°57′00″S 67°53′00″O / -23.95000, -67.88333 y tiene una altura de 5592 m s. n. m.

## Erupciones

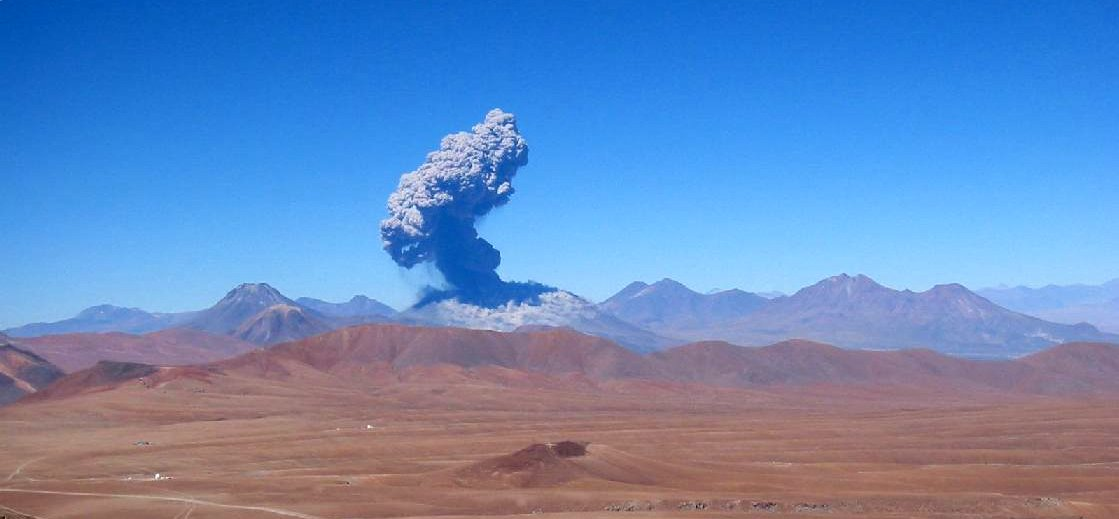
Erupción del Lascar en 2006.

El volcán ha presentado 30 erupciones explosivas desde el siglo XIX, lo que lo convierte en el volcán más activo del norte de Chile.
Su última gran erupción fue entre el 18 y el 26 de abril de 1993, cuando el viento arrastró cenizas hasta la costa de Brasil, siendo esta la tercera más grande registrada en Chile[cita requerida], y la más importante en el norte del país.
El 18 de abril de 2006, a las 11:20 (hora local), el volcán inició una nueva etapa eruptiva, detectada por el Centro Sismológico Nacional de la Universidad de Chile. La columna de cenizas se alzó a más de 3000 m de altura.
El 5 de enero de 2012, y debido al incremento de la actividad sísmica en el Láscar, las autoridades de la región de Antofagasta decretaron alerta amarilla para la comuna de San Pedro de Atacama.
El 30 de octubre de 2015, a las 09:30 (hora local), el volcán Láscar inició una actividad eruptiva, La columna de cenizas se alzó a más de 2500 m de altura.
El 10 de diciembre de 2022, cerca de las 12:36 (hora local) se registró un nuevo pulso eruptivo alcanzando un altitud máxima aproximada de 6000 m sobre el nivel del cráter.